# Marco Valerio Maximiano
Marco Valerio Maximiano (latín: Marcus Valerius Maximianus) fue un importante caballero y senador romano del siglo II, que desarrolló su cursus honorum bajo los imperios de Antonino Pío, Lucio Vero, Marco Aurelio y Cómodo y cuya carrera se conoce a través de inscripciones. 

## Biografía
Nació en Poetovio (Ptuj), donde su padre de igual nombre, fue censor y sacerdote. Por su carrera militar se puede calcular que nació en algún momento entre 130 y 140.
Su carrera nos es conocida fundamentalmente a través de una inscripción de la colonia Diana Veteranorum en el distrito militar de Numidia, cuyo desarrollo es el siguiente:

M(arco) Valerio Maximiano M(arci) Valeri Maximiani quinq(uennalis) s[ac(erdotalis)]

f(ilio) pont(ifici) col(oniae) Poetovionens(ium) equo p(ublico) praef(ecto) coh(ortis) I Thrac(um) trib(uno) coh(ortis) I (H)am(iorum)

civium R(omanorum) praep(osito) orae gentium Ponti Polemoniani don(is) don(ato) bel

lo P{h}art(hico) a< d = L >lecto ab Imp(eratore) M(arco) Antonino Aug(usto) et misso in procinctu

Germanic(ae) exped(itionis) ad deducend(a) per Danuvium quae in annonam Panno(niae)

utriusq(ue) exercit(uum) denavigarent praepos(ito) vexillation(um) clas(sium) praetor(iarum)

Misenatis item Ravennatis item clas(sis) Brit{t}an(n)ic(ae) item equit(um) Afror(um) et Mauror(um)

elector(um) ad curam explorationis Pannoniae praef(ecto) al(ae) I Aravacor(um) in procinc

tu Germanico ab Imp(eratore) Antonino Aug(usto) coram laudato et equo et phaleris

et armis donato quod manu sua ducem Naristarum Valaonem

interemisset et in eade(m) ala quartae militiae honor(em) adepto praef(ecto) al(ae)

contar(iorum) don(is) don(ato) bello Ger(manico) Sar(matico) praep(osito) equitib(us) gent(ium) Marcomannor(um) Narist(arum)

Quador(um) ad vindictam Orientalis motus pergentium honor(e) centenariae dig

nitatis aucto salario adeptus procurationem Moesiae inferioris

eodem in tempore praeposito vexillationibus et a< d = T> detrahen

dam Briseorum latronum manum in confinio Macedon(iae) et Thrac(iae)

ab Imp(eratore) misso proc(uratori) Moesiae super(ioris) proc(uratori) prov(inciae) Daciae Porolis

sensis a Sacratissimis Impp(eratoribus) in amplissimum ordinem inter prae

torios a< d = L >lecto et mox leg(ato) leg(ionis) I Adiut(ricis) item leg(ato) leg(ionis) II Adiu(tricis) praep(osito) vexil(lationum)

Leugaricione hiemantium item leg(ato) leg(ionis)

V Mac(edonicae) item leg(ato) leg(ionis) I Italic(ae) item leg(ato) leg(ionis)

XIII Gem(inae) item leg(ato) Aug(usti) pr(o) pr(aetore) leg(ionis) III Aug(ustae) don(is) don(ato) a nobilissimo

principe M(arco) Aurelio Commodo Aug(usto) expeditione secunda Ger(manica)

splendidissimus ordo Dian[ensium Veteran(orum)] aere conlato

### Carrera ecuestre

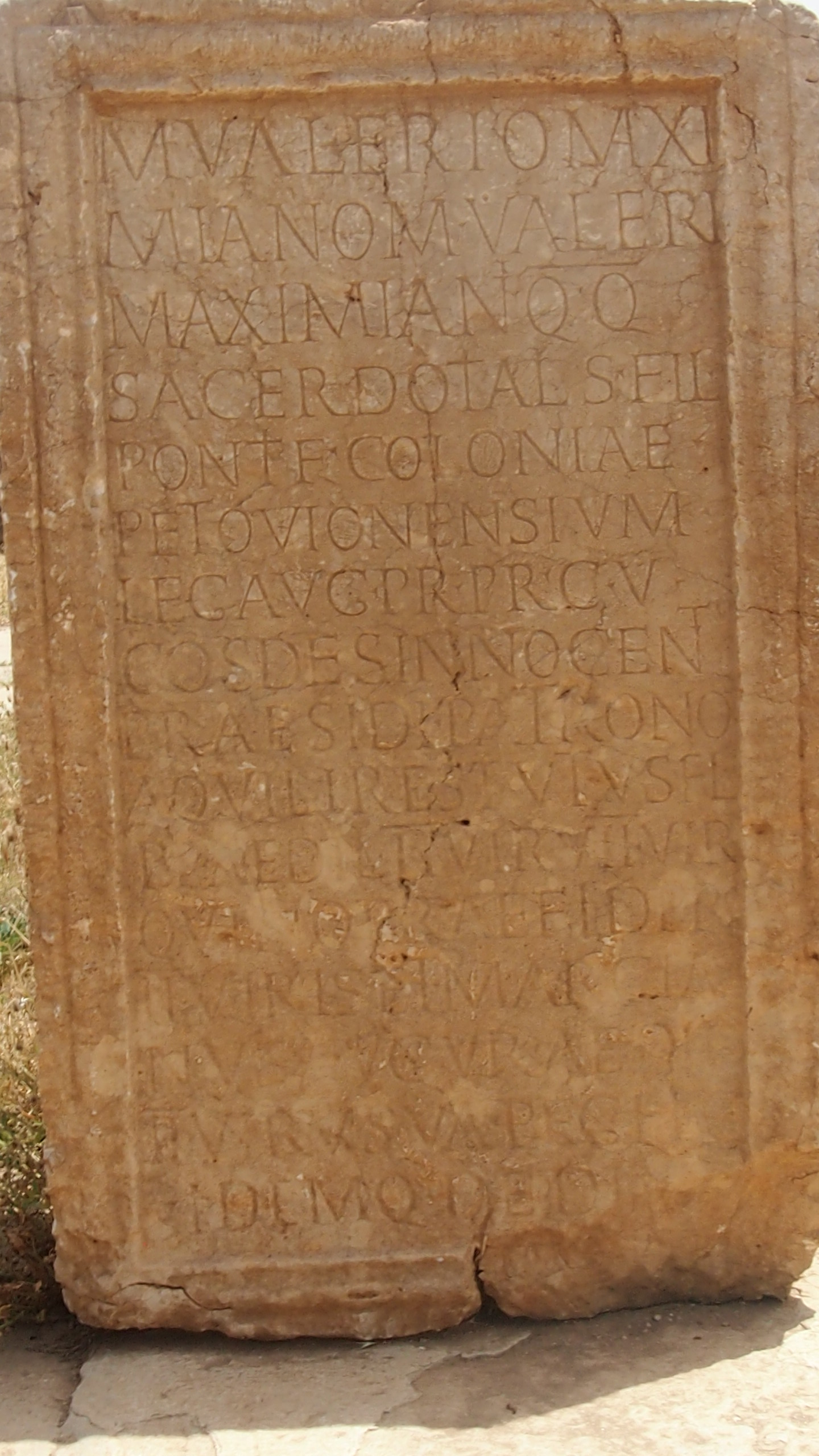
Inscripción honoraria procedente de Diana Veteranorum en Numidia, en la que Marco Valerio Maximiano aparece domo gobernador de Numidia y cónsul designado.

Como caballero romano, empezó su cursus honorum ecuestre como prefecto de la Cohors I Thracum en Britania, para pasar a ser en su secunda militia tribuno de la Cohors I Hamiorum civium romanorum en Siria; a partir de aquí su carrera se vuelve irregular, como adaptación a la guerra pártica de Lucio Vero y las guerras marcomanas de Marco Aurelio, empezando por ser nombrado de forma extraordinaria prepósito de las costas del Mar Negro en las provincias romanas de Asia Menor para apoyar los suministros que necesitaba Vero en sus largos años de campañas contra Armenia y Partia, por lo que fue condecorado por sus servicios en esa guerra y, también como premio a su valía, Marco Aurelio lo asignó a Panonia para asegurar el abastecimiento mediante barcos de las guarniciones del Danubio.
Para ello, mandó destacamentos de las flotas pretorianas de Miseno y Rávena y comandó la caballería maura encargada de explorar y controlar la orilla germana del Danubio; después, como tertia militia regular, fue nombrado prefecto del Ala I Hispanorum Aravacorum, a cuyo frente dio muerte por su propia mano a Valao, jefe de los variscos, siendo alabado públicamente por el emperador, que le otorgó por ello condecoraciones y las armas, caballos y adornos del caudillo. También como premio, le fue otorgada una quarta militia, en forma de se prefecto del Ala Ulpia Contariorum miliaria, una de la escasas unidades de caballería miliarias del ejército romano y que, además, era de tipo catafractaria y utilizaba el contus, una lanza pesada, para realizar cargas de caballería pesada.
Después de esta experiencia, y por su absoluta fidelidad y contrastada valía militar, fue prefecto de la caballería aliada de marcomanos, cuados y variscos cuando Marco Aurelio fue a Siria a aplastar la rebelión de Avidio Casio en 175; después, fue nombrado procurador de Mesia Inferior y le fue encomendado dirigir una vexillatio en Macedonia y Tracia con la misión de limpiarlas de bandidos. Terminada esta operación, fue nombrado sucesivamente procurador de Mesia Superior y de Dacia Porolissensis.

### Carrera senatorial
Como premio a sus largos y notables servicios y a su contrastada experiencia de combate y logística, Marco Aurelio le favoreció con una adlectio inter praetorios,  que le convirtió en senador romano de rango pretorio para poderle nombrarle sucesivamente legado de la legio I Adiutrix en Panonia Superior y de la legio II Adiutrix en Panonia Inferior, cargo que llevaba aparejado el gobierno de esa provincia; como intermedio, nuevamente fue nombrado prepósito de una gran vexillatio que invernó en 179-180 en el gran fuerte de Laugaricio (Trenčín Eslovaquia), 120 km al norte del Danubio, en el interior del territorio de cuados y marcomanos.
Fallecido Marco Aurelio en 180, sirvió a las órdenes de Cómodo en la continuación de las campañas danubianas como legado de la legio V Macedonica en Dacia, de la Legio I Italica en Mesia Inferior y de la legio XIII Gemina en Dacia; por último, le fue asignado el mando de la legio III Augusta, en África. y fue condecorado por Cómodo por sus servicios en la campaña contra los sármatas. Este mando legionario llevaba aparejado el ser gobernador de la provincia de Numidia y en Diana Veteranorum (Zana) se le dedicó el pedestal ya citado donde se relata la mayor parte de su historial.
Su carrera culminó como cónsul sufecto entre 183 y 185.